# 桂莎白沙羅站
桂莎白沙罗站位於馬來西亞雪兰莪双溪毛糯桂莎白沙罗，是巴生谷加影线唯一的半高架捷运车站，其站名取自一个规划社区的地名－－桂莎白沙罗。本站属于双加捷运第一阶段线路，于2016年12月16日开始运营。2022年7月布城线第一阶段通车，本站成为两条捷运线的北端终点站。

## 车站结构
本站是加影线和布城线唯一一座拥有高架的轨道，但车站建筑却建于平地上的车站。
本站共有三层，地面层为车站大厅而一二楼则为站台楼。两个高架的岛式站台（岛叠式）使本站一共拥有四个站台，因本站设计为两条捷运的跨月台轉車站。
本站位于二楼的1号站台和位于一楼2号站台为加影线列车服务。而位于一楼的3和位于二楼的4号站台为布城线列车服务。
| 二楼   | 1号站台: | 9 加影线 9往加影 KG35 (→)                                              |
| 二楼   | 岛式站台 |                                                                        |
| 二楼   | 4号站台: | 12 布城线 12 终点站                                                    |
| 一楼   | 2号站台: | 9 加影线 9终点站                                                       |
| 一楼   | 岛式站台 |                                                                        |
| 一楼   | 3号站台: | 12 布城线 12往布城中央 PY41                                            |
| 地面层 | 车站大厅 | 验票闸门、电梯和手扶梯至站台、主入口、计程车、前往停车转乘处的行人走道 |

## 图片集

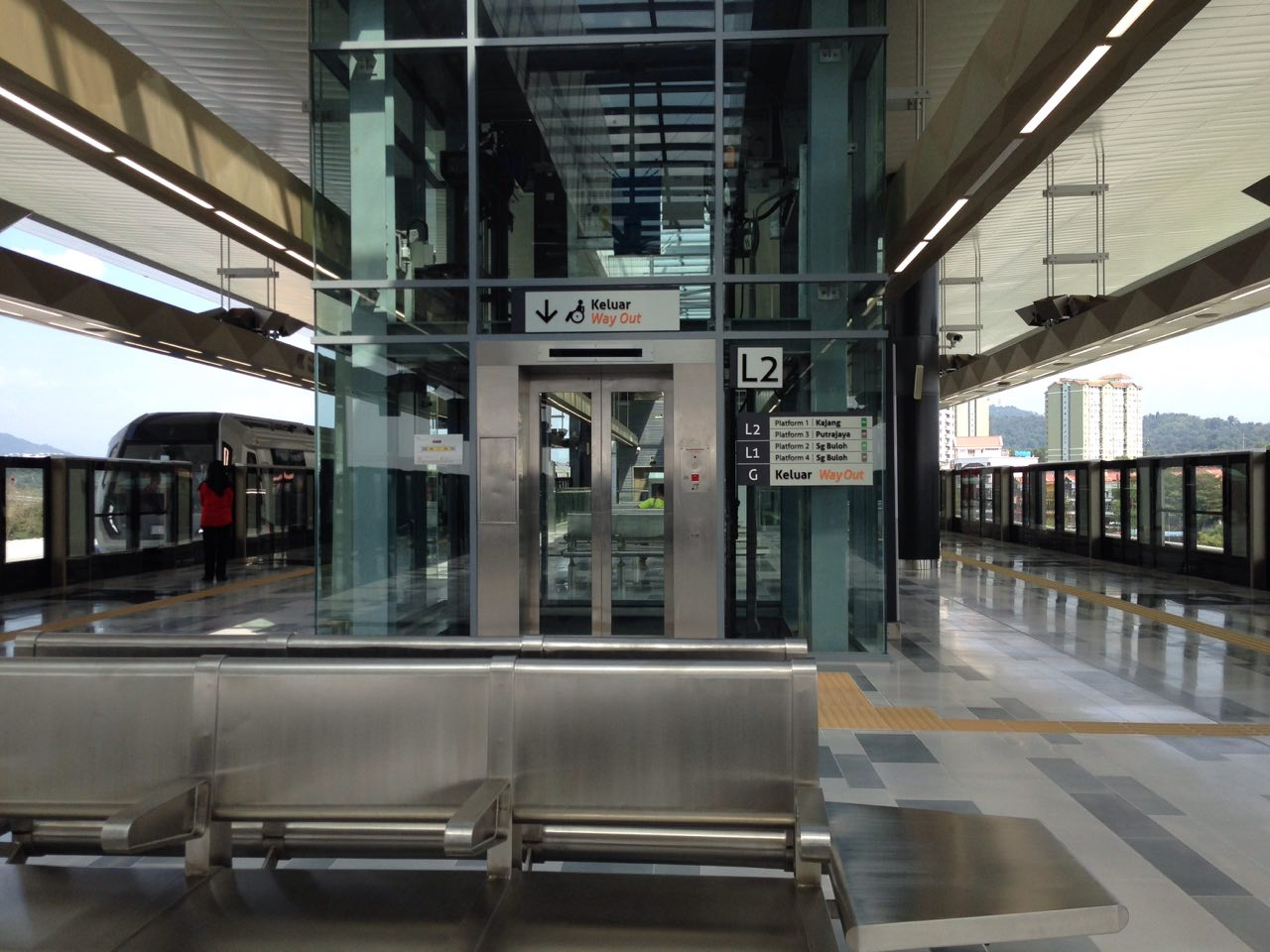
双加捷运的岛式站台
电梯旁的一个站台告示牌
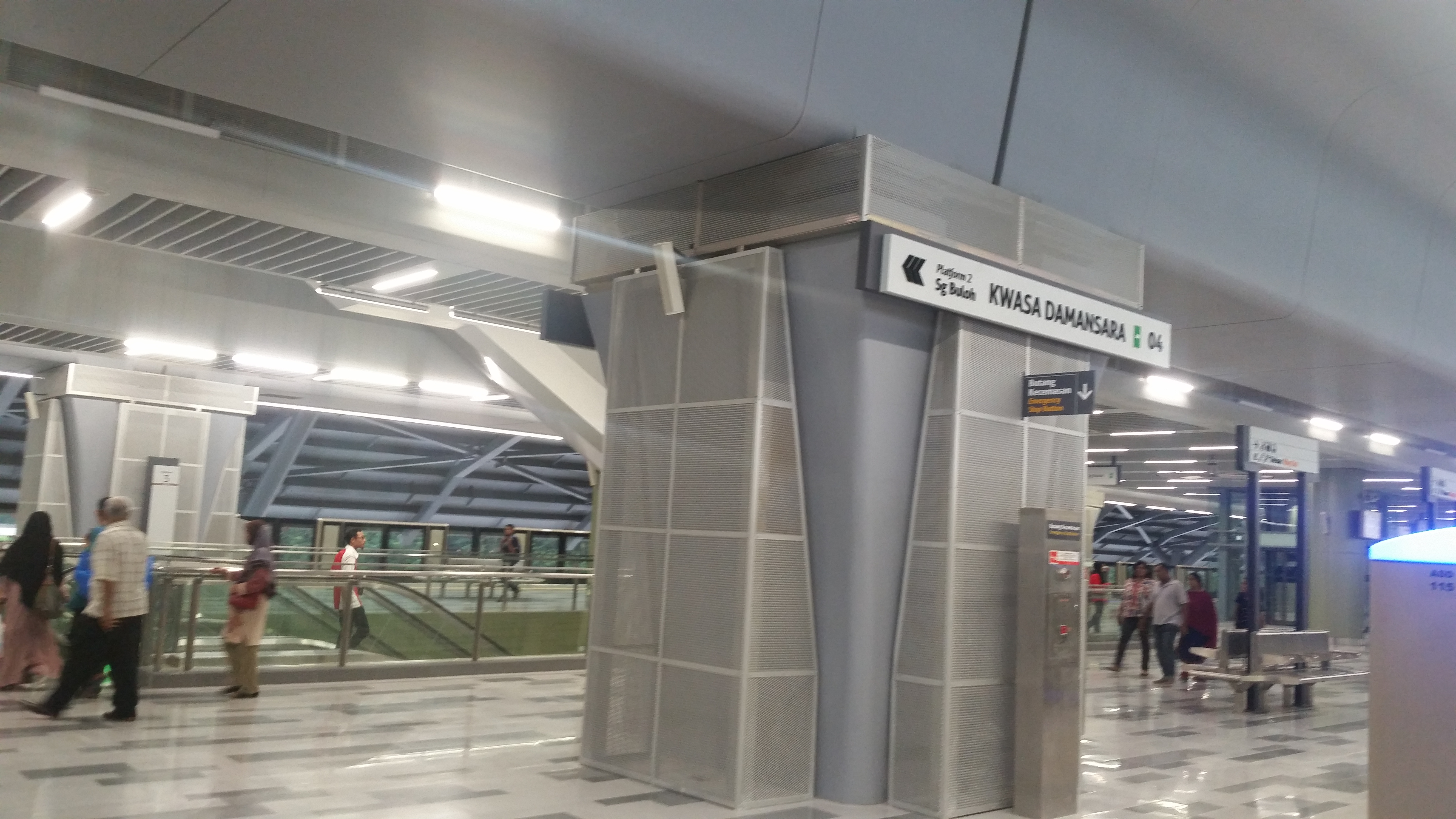
一楼的岛式站台
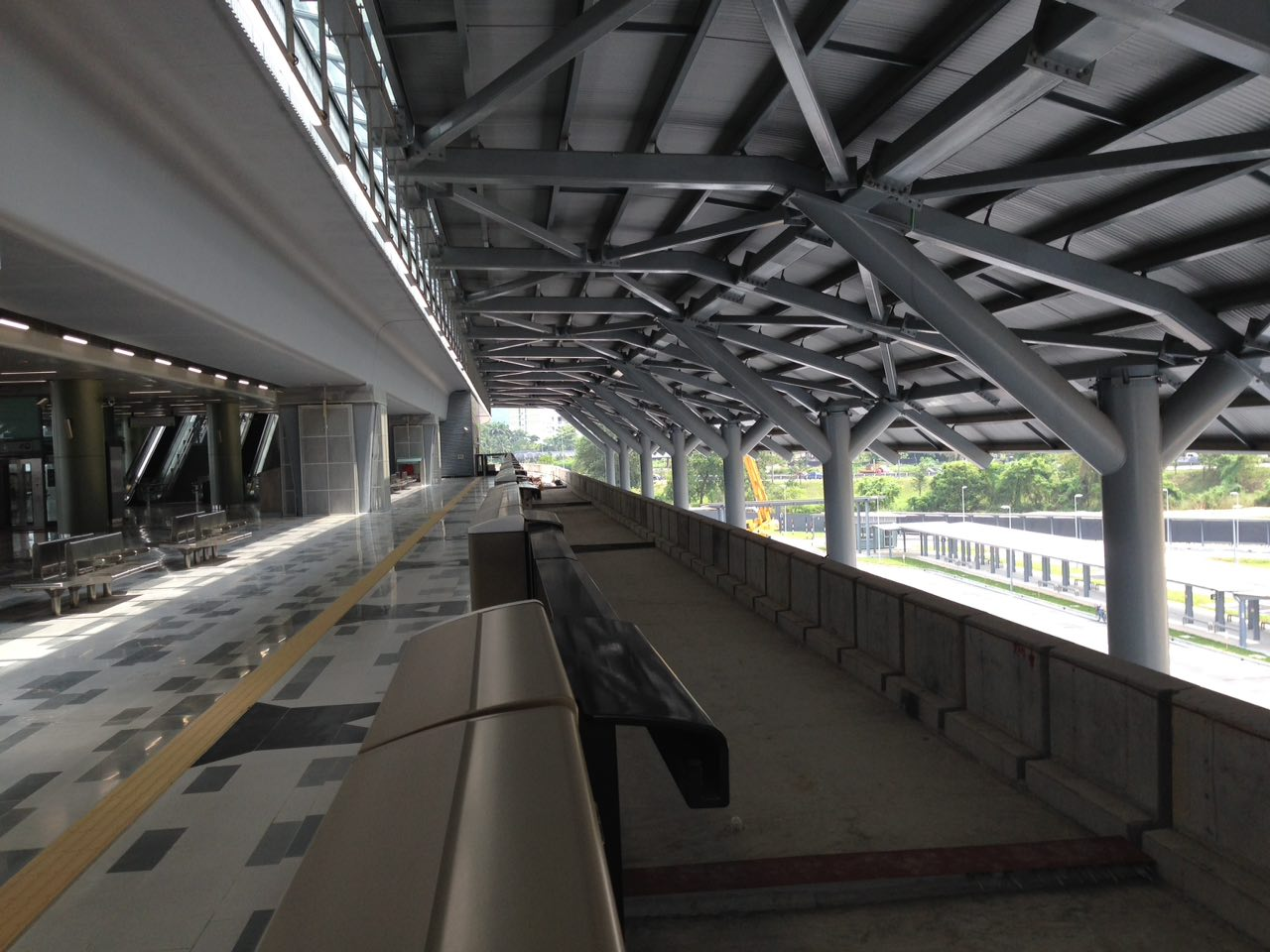
布城线的3号站台
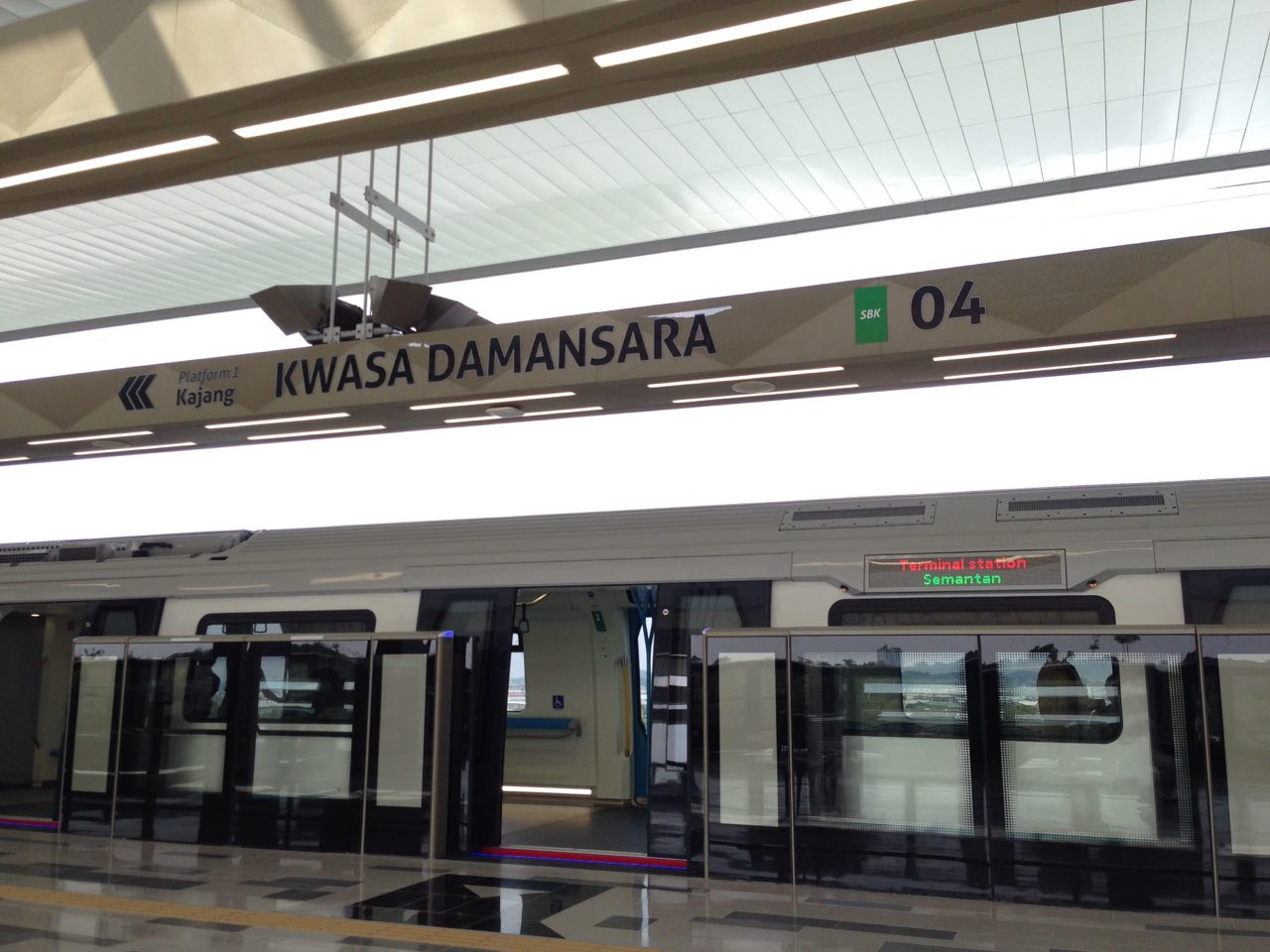
二楼的1号站台